# 365 miðlar

Logo von 365 miðlar

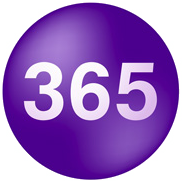
Erstes Logo

365 miðlar (365 Medien) war mit Stand 2014 das größte Medienunternehmen Islands. Das Unternehmen betrieb je fünf Fernseh- und Radiosender, die Nachrichtenwebsite visir.is sowie die Gratiszeitung Fréttablaðið. Diese wurden inzwischen alle von anderen Unternehmen übernommen und 365 miðlar ist nicht mehr in diesem Bereich aktiv.
Die Fernsehsender von 365 miðlar waren Stöð 2, Stöð 2 Sport (inklusive Stöð 2 Sport 2 sowie weitere Sportkanäle für Liveübertragungen), Golstöðin, Bíóstöðin, Stöð 3, Krakkastöðin, BravóTV und Gullstöðin. Die Radiosender tragen die Namen Bylgjan, LéttBylgjan, GullBylgjan, FM957 sowie X-ið 977. Stöð 2, Islands ältester und größter privater Fernsehsender, sendet seit 1986, wie auch der Radiosender Bylgjan. FM 957 (Top 40), X 977 (Alternative Rock), LéttBylgjan (Easy Listening) und GullBylgjan (Evergreens aus den 1970er und 80er Jahren) sind Musiksender für unterschiedliche Zielgruppen. Visir.is ist eine der ersten Nachrichtenwebsites Islands. Das Fréttablaðið war eine täglich erscheinende Gratiszeitung.
Am 14. März 2017 wurde angekündigt, dass das isländische Telekommunikationsunternehmen Fjarskipti, das unter dem Markennamen Vodafone Iceland auftritt, alle Vermögenswerte und Geschäfte von 365 miðlar mit Ausnahme des Fréttablaðið und des Magazins Glamour übernehmen soll. Die isländische Wettbewerbsbehörde genehmigte die Übernahme am 9. Oktober 2017 und sie wurde auf den 1. Dezember 2017 vollzogen. Fjarskipti („Telekommunikation“) änderte seinen Namen in der Folge aufgrund des erweiterten Angebots in Sýn (etwa „Anblick“, „Sicht“). 2019 verkaufte 365 miðlar alle Anteile an seiner Tochtergesellschaft Torg ehf., die Fréttablaðið herausgab, an Investoren um Helgi Magnússon; zunächst 50 % und im Oktober 2019 auch die restliche Hälfte.